# Alfred Freddy Krupa

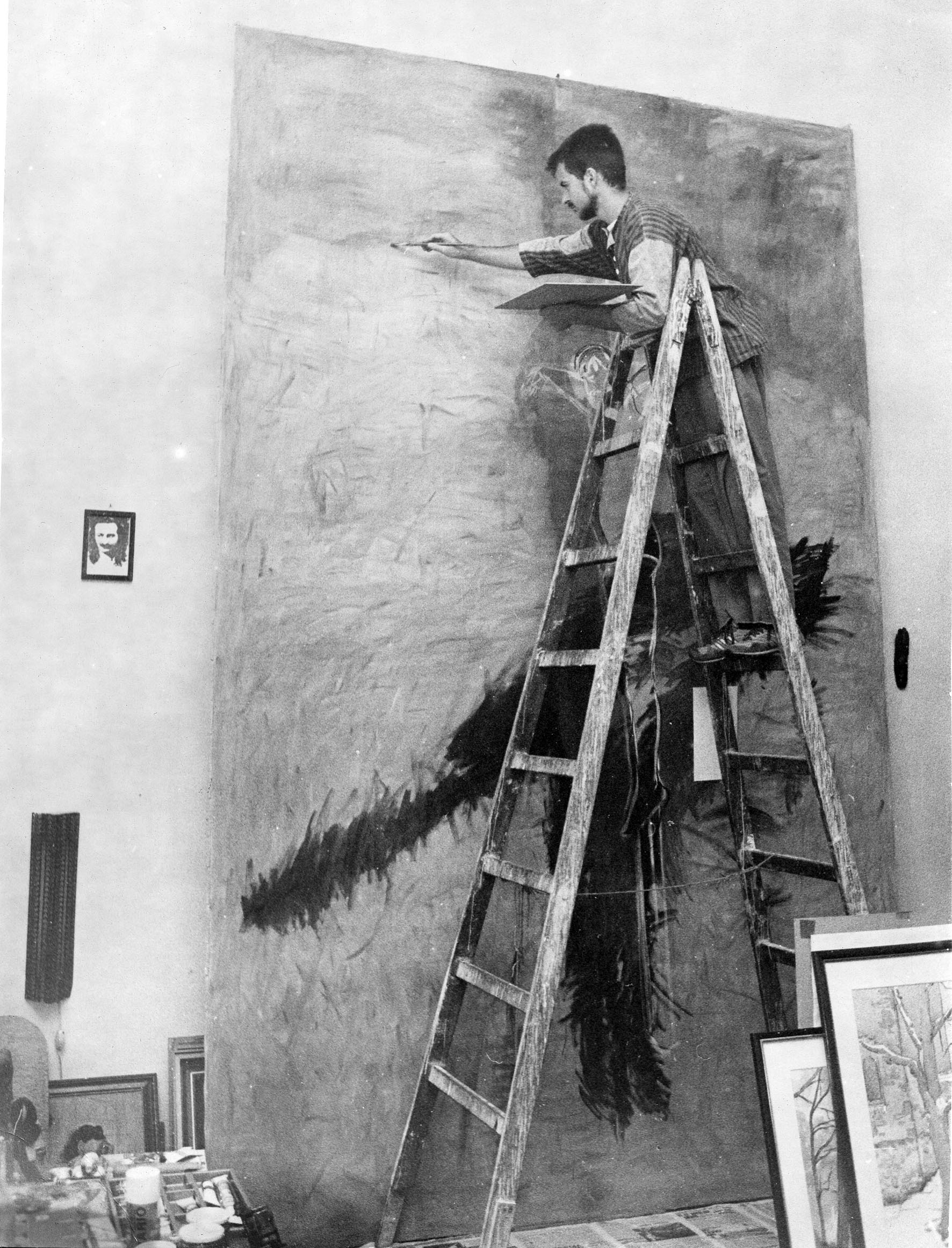
Krupa Alfred Freddy (1994)

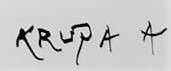
Sygnatura Alfreda Freddy'ego Krupa

Alfred Freddy Krupa (ur. 14 czerwca 1971 w Karlovac, Jugosławia) – chorwacki współczesny malarz, posiadający polskie korzenie. Jest uważany za pionierską siłę w ruchu New Ink Art, za który zyskał międzynarodowe uznanie.

## Życiorys
Jego pierwszym i długoletnim mentorem był jego dziadek prof. Alfred Krupa (1915 – Mikołów, 1989 – Karlovac), który sam był uczniem Józefa Mehoffera w Krakowie.
Krupa ukończył malarstwo na Akademii Sztuk Pięknych w Zagrzebiu w 1995 roku. W 1998 roku otrzymał stypendium Monbusho rządu japońskiego i wyjechał na Uniwersytet Tokyo Gakugei jako student studiów podyplomowych w Sumi-e.
Znany szerszej publiczności od 1990 roku, tworzy w różnych stylach od akademizmu, sztuki nieformalnej, postm minimalizmu po nowoczesne malarstwo tuszem.
Jest znany ze swoich prac portretowych (prezydent Chorwacji Franjo Tuđman, HM King Kigeli V z Rwandy), książek o artystach i akwareli, jednak największe uznanie uzyskał jako europejski członek ruchu New Ink Art.
Jego prace były wystawiane na 6 kontynentach, często eksponowane w mediach.
W lutym 2019 r. został zaliczony do 10 najlepszych malarzy Modern Ink.
W styczniu 2023 roku Alfred Krupa ustanowił rekord świata w najdłuższym rysunku tuszem na surowym płótnie wykonanym przy użyciu łabędzich i gęsich piór jako pędzli. 